# Epimenide

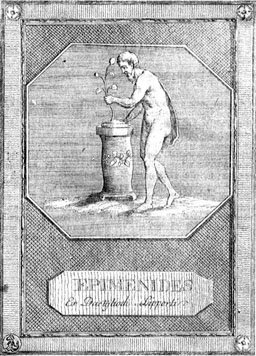
Epimenides din Cnossos

Epimenides din Cnossos (lb. greacă: Ἐπιμενίδης) a fost un profet, filosof și poet din secolul VI sau VII Î.Hr.

## Paradoxul lui Epimenide
Epimenide, care era cretan, a scris într-un poem al său: Cretanii, întotdeauna mincinoși, fiare ale răului, burtoși leneși. 